# Östra Mjögsjön
Östra Mjögsjön är en sjö i Arvika kommun i Värmland och ingår i Göta älvs huvudavrinningsområde. Sjön är 21 meter djup, har en yta på 0,405 kvadratkilometer och befinner sig 99,3 meter över havet. Sjön avvattnas av vattendraget Lillälven.

## Delavrinningsområde
Östra Mjögsjön ingår i det delavrinningsområde (661975-132442) som SMHI kallar för Utloppet av Ullen. Medelhöjden är 123 meter över havet och ytan är 11,19 kvadratkilometer. Det finns inga avrinningsområden uppströms utan avrinningsområdet är högsta punkten. Lillälven som avvattnar avrinningsområdet har biflödesordning 4, vilket innebär att vattnet flödar genom totalt 4 vattendrag innan det når havet efter 276 kilometer. Avrinningsområdet består mestadels av skog (74 procent). Avrinningsområdet har 1,67 kvadratkilometer vattenytor vilket ger det en sjöprocent på 14,9 procent.